# Liste de monuments de la Révolution française
Cette liste de monuments de la Révolution française de 1789 recense les monuments dédiés et relatifs cette période. Elle n'est pas exhaustive.

## Liste illustrée
| Date d'édification | Nom du monument                                              | Ville              | Département      | Région                     | Monument historique | Photographie |
| ------------------ | ------------------------------------------------------------ | ------------------ | ---------------- | -------------------------- | ------------------- | ------------ |
| 1790               | Autel de la patrie                                           | Plassac            | Gironde          | Nouvelle-Aquitaine         |                     |              |
| 1792               | Monument de Joseph Sec                                       | Aix-en-Provence    | Bouches-du-Rhône | Provence-Alpes-Côte d'Azur | Classé MH (1969)    |              |
| 1793               | Fontaine de la Régénération ou fontaine d'Isis (détruite)    | Paris              | Paris            | Île-de-France              |                     |              |
| 1794               | Autel de la patrie                                           | Fontvieille        | Bouches-du-Rhône | Provence-Alpes-Côte d'Azur | Inscrit MH (1937)   |              |
| 1795               | La pyramide                                                  | Bédoin             | Vaucluse         | Provence-Alpes-Côte d'Azur | Inscrit MH (2009)   |              |
| 1796               | Autel de la Patrie                                           | Thionville         | Moselle          | Grand Est                  | Inscrit MH (1989)   |              |
| 1800-1801          | Colonne Marceau                                              | Chartres           | Eure-et-Loir     | Centre-Val de Loire        | Inscrit MH (2017)   |              |
| 1892               | Monument aux morts et à la gloire de la Révolution française | Bormes-les-Mimosas | Var              | PACA                       | Inscrit MH (1997)   |              |